# Jaime Monserrat
Jaime Jorge Monserrat Grau (nacido el 23 de noviembre de 1941), es un exmagistrado uruguayo, quien se desempeñó como miembro del Tribunal de lo Contencioso Administrativo entre 2008 y 2011.

## Primeros años
Cursó estudios en la Facultad de Derecho de la Universidad de la República, donde se graduó como abogado en 1971.

## Juez de Paz en el interior
En marzo de 1973 inició su carrera judicial al ser designado Juez de Paz de la quinta sección judicial de Paysandú, con sede en la ciudad de Guichón.
En septiembre de 1974 fue trasladado al Juzgado de Paz de la cuarta sección judicial de Río Negro, con sede en la ciudad de Young.
Desde mayo de 1975 fue Juez de Paz de la décima sección judicial de Florida, correspondiente a Sarandí Grande,y en agosto de 1976 fue transferido al Juzgado de Paz de la primera sección judicial de Soriano, con sede en Mercedes.

## Juez Letrado en el interior
En diciembre de 1977 fue ascendido al cargo de Juez Letrado de Artigas.
En marzo de 1979 pasó a ser Juez Letrado de Río Negro.
En abril de 1980 fue trasladado al Juzgado Letrado de Sorianoy en marzo de 1981 al Juzgado Letrado de Lavalleja.

## Juez Letrado en la capital
En julio de 1981 ascendió a cumplir funciones como Juez Letrado en Montevideo, inicialmente como Juez Letrado Suplente.
En marzo de 1982 fue nombrado Juez Letrado de Menores de Cuarto Turno,y en diciembre de 1983 pasó al Juzgado Letrado de la misma materia de Segundo Turno.
En agosto de 1986 fue trasladado al Juzgado Letrado de Familia de Cuarto Turno.
Por último, en mayo de 1989 fue nombrado Juez Letrado en lo Civil de 12° Turno.

## Tribunal de Apelaciones
En febrero de 1993 recibió un nuevo ascenso al ser nombrado integrante del Tribunal de Apelaciones de Familia de Primer Turno, en el que permaneció durante más de quince años.

## Tribunal de lo Contencioso Administrativo
El 30 de septiembre de 2008 la Asamblea General lo eligió como miembro del Tribunal de lo Contencioso Administrativo, para cubrir la vacante generada por el retiro de Marta Batistella.Prestó juramento el mismo día.
Integró el TCA durante poco más de tres años, cesando en su cargo en noviembre de 2011 al cumplir los 70 años, edad establecida como límite para integrar el Tribunal de lo Contencioso Administrativo según el artículo 308 de la Constitución, que se remite en cuanto a las condiciones para ocupar dicho cargo a las previstas para los miembros de la Suprema Corte de Justicia.
La vacante que dejó al retirarse fue cubierta en febrero de 2012 con la designación de Alfredo Gómez Tedeschi.